# 乌拉斯 (神话)
乌拉斯（Uraš）或乌拉什（Urash），是苏美尔神话中的大地女神，天神安努的配偶之一。她是女神宁松之母及英雄吉尔伽美什的祖母。
但，乌拉斯可能只是安努之妻安图（Antum）的另一个名字。“乌拉斯”的取意是“天堂”，该名字甚至可用于安努自身。在后期尼努尔塔显然也被称为“乌拉斯”。

## 另行参阅
- 祺 (女神)